# OpenArena
OpenArena – strzelanka pierwszoosobowa, wydawana na licencji open source. Pierwsza, testowa wersja gry ukazała się 19 sierpnia 2005, czyli dzień po udostępnieniu kodu źródłowego silnika id Tech 3 na licencji GPL, i w ostatnim dniu Quake Expo 2005.

## Opis
OpenArena bazuje na silniku z Quake’a III: Areny i ma podobną mechanikę rozgrywki, w tym również nacisk na tryb gry wieloosobowej. Dostępne tryby gry to deathmatch, team deathmatch, tournament oraz zdobądź flagę (takie jak w pierwowzorze). Od wersji 0.6.0 można grać z botami. Gra jest kompatybilna z niektórymi modyfikacjami z Quake’a.